# آلفرد جی آیر
سر آلفرد ژول "فردی" آیر (به انگلیسی: Sir Alfred Jules "Freddie" Ayer)، (زاده ۲۷ ژوئن ۱۹۱۰ - درگذشته ۲۹ اکتبر ۱۹۸۹) فیلسوف تحلیلی بریتانیایی است که بیشتر به خاطر مطرح کردن اثبات گرایی منطقی به دنیای انگلیسی زبان شهرت دارد.
وی از سردمداران مکتب پوزیتیویسم منطقی بود. وی به سبب نوشتن کتاب «زبان، حقیقت و منطق» معروف است. وی از پیشگامان تجربه گرایی است و کتبی در باب راسل نیز نگاشته است

## زندگی
آیر در ۲۹ اکتبرِ ۱۹۱۰ در خانواده‌ای متمول در لندن به دنیا آمد مادرش یهودی اهل هلند و پدری یک کالونیست اهل سوئیس بود. در دانشگاه آیتون، تحصیل کرد و سپس در دانشگاه آکسفورد، به تحصیل در دوره عالی پرداخت. در سال ۱۹۳۲ از این دانشگاه فارغ‌التحصیل شد و تا مدتی در دانشگاه وین و در ارتباط با اعضای حلقه وین به بررسی پوزیتیویسم مشغول شد، که تا آن زمان، نزد انگلیسی زبانان، هنوز معروفیتی نداشت. حاصل این دوره نگارش اثر معروف وی زبان، حقیقت و منطق بود که اثر شگرفی در دنیای انگلیسی زبان بر جا گذاشت.
او در طول زندگی کاری اش همواره به تدریس مشغول بود. در سال ۱۹۳۳ با سمت دانشیاری به آکسفورد برگشت و در سال ۱۹۳۵ عضو کالج کرایست چرچ گردید. در سال ۱۹۴۵ به واسطه جنگ از ادامه مطالعات خود بازماند و ترجیح داد تا به مانند بسیاری از هم نسلان خود در جنگ علیه آلمان نازی شرکت کند. بعد از جنگ به عنوان رئیس کالج وادهام برگزیده شد و به تدریس ادامه داد. در سال بعد کرسی استادی فلسفه و منطق را در دانشگاه لندن احراز نمود و تا سال ۱۹۵۹ در این سمت باقی ماند. پس از مدتی به آکسفورد بازگشت و در کرسی استادی به تدریس منطق پرداخت. او تا سال ۱۹۸۷ چندین بار در ایالات متحده در کالج بارد به تدریس پرداخت. او در میان دوستان خود به فردی آیر مشهور بود. آیر طرفدار سرسخت باشگاه فوتبال تاتنهام بود.
آیر شدیداً تحت تأثیر برتراند راسل و جرج ادوارد مور بود. وی در جوانی کتاب «رساله‌هایی در شکاکیت» از راسل و «اصول اخلاق» جرج ادوارد مور را از نظر گذرانده بود.

## پوزیتیویسم منطقی آیر
نوشته‌های آیر بسیار گسترده‌اند، در میان این آثار کتاب زبان، حقیقت و منطق (۱۹۳۶)، به دلیل اهمیت فلسفی‌اش، در معرفی دیدگاه‌های حلقه وین به جهان انگلیسی زبان، نقش پر رنگ‌تری ایفا می‌کند. او در این کتاب، به تاسی از رویکرد حلقه وین، معیار اثبات‌پذیری را به عنوان معیار سنجش و ارزیابی گزاره‌ها مطرح کرد. نتیجه چنین معیاری بی معنا دانستن گزاره‌های اخلاقی و دعاوی متافیزیکی، و به‌طور کلی آنچه فراتر از تجربه اظهار می‌شود، بود. این رویکرد در دوره‌های بعدی مورد انتقادهای شدیدی قرار گرفت. منتقدان عنوان می‌کردند که بسیاری از گزاره‌ها به رغم تجربی نبودن معنادارند. آیر علی‌رغم آگاهی به مشکلات پوزیتیویسم منطقی به آن اعتقاد داشت، و پرجاذبه‌ترین جنبه آن را نقش مثبتی می‌دانست که این رویکرد در پژوهش‌های فلسفی قرن اخیر بر عهده گرفته‌است، و همچنین تأکید این نهضت بر لزوم روشن‌اندیشی و جستجوی مبانی روشن و واضح، و پرهیز از پنهان شدن در پشت بازی‌های کلامی و تصنعات لفظی.

## عقاید
ضدیت با عقاید متافیزیکی یکی از مضامین اصلی آثار آیر در تمام دوره‌ها فعالیت علمی وی به‌شمار می‌آید. این ضدیت اولین بار در کتاب زبان، حقیقت و منطق عنوان شد و علی‌رغم انتقادهای فراوان در سالهای بعدی بر اصل اثبات‌پذیری به عنوان مبنای مخالفت آیر با عقاید متافیزیکی، او به مخالفت خود ادامه داد. او در گفتگویی در دهه ۸۰ میلادی با برایان مگی بر این موضوع تأکید کرد.

در سال ۱۹۸۸ اندکی قبل از مرگش، در مقاله‌ای با عنوان «هنگام مرگ، چه می‌بینم؟» به توصیف تجربیات نامعمول نزدیک مرگ پرداخت. او در مقام یک لاادری می‌گوید: 
«در حالی که بسیار ضعیف شده‌ام، احساس می‌کنم که زندگی پس از مرگ ادامه دارد، اما امیدوارم که چنین نباشد».
 وی چندی بعد بیان کرد که آنچه گفته است صرفاً تجربه اوست، نه باور به این که جهانی پس از مرگ وجود دارد.

## آثار
- زبان، حقیقت و منطق (۱۹۳۶)
- بنیادهای دانش تجربی[پانویس ۱] (۱۹۴۰)
- گفتارهای فلسفی (۱۹۵۴)
- مسئله شناخت[پانویس ۲] (۱۹۵۶)
- مفهوم شخص و گفتارها دیگر[پانویس ۳] (۱۹۶۳)
- ریشه‌های پراگماتیسم[پانویس ۴] (۱۹۶۸)
- مابعدالطبیعه و عقل عرف (۱۹۶۹)
- راسل و مور: میراث تحلیلی (۱۹۷۱)
- احتمالات و شواهد (۱۹۷۲)
- راسل (۱۹۷۲)
- مسائل محوری فلسفه[پانویس ۵] (۱۹۷۳)
- بخشی از زندگی من (۱۹۷۷)
- هیوم (۱۹۸۰)
- فلسفه در قرن بیستم (۱۹۸۲)
- آزادی، اخلاق و گفتارهای دیگر (۱۹۸۴)
- لودویگ ویتگنشتاین (۱۹۸۶)
- توماس پین (۱۹۸۸)
- معنای حیات و دیگر گفتارها (۱۹۹۰)
- تفکر و معنا

## توضیحات
1. ↑  مبنای معرفت تجربی
2. ↑  مسئله معرفت
3. ↑  مفهوم تشخص
4. ↑  خاستگاه‌های پراگماتیسم
5. ↑  پرسش‌های کانونی فلسفه